# Чемпионат Казахстана по самбо 2020
Чемпионат Казахстана по самбо 2020 года прошёл 7-9 февраля в городе Атырау. В соревнованиях приняли участие 365 борцов, которые представляли команды трёх городов и тринадцати областей страны. Участники разыграли между собой 27 комплектов наград.

## Медалисты

### Мужчины
| Весовая категория | Золото              | Серебро               | Бронза                            |
| ----------------- | ------------------- | --------------------- | --------------------------------- |
| до 52 кг          | Болатбек Раимкулов  | Айдар Исмуханов       | Бекзат Мухамбетов Ерасыл Бакыт    |
| до 57 кг          | Кайырберды Айдынбай | Ербол Алдухан         | Жасулан Базарбай Самат Сагатбеков |
| до 62 кг          | Жумабай Парасат     | Ержан Еренкайып       | Дамир Абдеков Рахат Жананиет      |
| до 68 кг          | Серикбай Ныгмет     | Нурбол Сериков        | Абылай Тугелбай Атабек Амирали    |
| до 74 кг          | Арнур Куатай        | Наурызбек Майлашев    | Даурен Камаш Әсет Абдиреев        |
| до 82 кг          | Токтарбек Айдарбек  | Руслан Жаркынбаев     | Галым Абдрахманов Шерхан Жаксыбек |
| до 90 кг          | Адилет Мисин        | Марат Байкамуров      | Асет Ахметжанов Алибек Зекенов    |
| до 100 кг         | Думан Алдиев        | Жолдасбек Бектурсынов | Жансерик Жумабай Данияр Мадияр    |
| свыше 100 кг      | Бибарыс Абдигани    | Айтуар Абдулов        | Талгат Амренов Темирлан Колбай    |

### Женщины
| Весовая категория | Золото              | Серебро                 | Бронза                                |
| ----------------- | ------------------- | ----------------------- | ------------------------------------- |
| до 48 кг          | Айжан Жылкыбаева    | Жадыра Пайыз            | Мулдир Серикова Хамария Амиргалиева   |
| до 52 кг          | Айгерим Телемгенова | Жанар Билялова          | Куралай Кабырайкызы Назым Алменова    |
| до 56 кг          | Маржан Бизак        | Гульдана Альмухамбетова | Бакыт Кусакбаева Рауза Нурмахамбетова |
| до 60 кг          | Динара Жумабаева    | Аккал Утебек            | Фариза Кулынтай Гулзира Кудасбек      |
| до 64 кг          | Ажар Салықова       | Гүльвира Бисенгалиева   | Ақниет Тұрдан Улжан Дюсембаева        |
| до 68 кг          | Дилдаш Курышбаева   | Гулдарайым Алмаганбет   | Айнұр Акжигитова Аружан Байзак        |
| до 72 кг          | Зере Бектаскызы     | Перизат Жакыпбекова     | Алиса Нуртас                          |
| до 80 кг          | Азман Амаева        | Мереке Кудайбергенова   | Галиябану Аманханова Лайла Арыстанбек |
| свыше 80 кг       | Мулдир Нурланбек    | Акерке Абдукримова      | Меруерт Абубакир                      |

### Боевое самбо
| Весовая категория | Золото               | Серебро           | Бронза                               |
| ----------------- | -------------------- | ----------------- | ------------------------------------ |
| до 52 кг          | Еркебулан Куангалиев | Асылхан Кабиев    | Ануар Карибаев Алибек Ибатолла       |
| до 57 кг          | Серикжан Тусупов     | Рамазан Ибатолла  | Мирас Уалиев Мухтар Мейрамбек        |
| до 62 кг          | Аманбек Кулкаев      | Бекзат Молдакапас |                                      |
| до 68 кг          | Олжас Тлеубергенов   | Дамир Бекесов     | Серик Картабаев Ерлан Махмудов       |
| до 74 кг          | Александр Борисов    | Айдос Абдолулы    | Еламан Төлеш Руслан Сверида          |
| до 82 кг          | Асылбек Смайлов      | Нурлан Турганбаев | Медет Канафин Айбек Саметаев         |
| до 90 кг          | Умар Янковский       | Қуаныш Аязбаев    | Нурбол Курбан Нурсултан Жумагалиев   |
| до 100 кг         | Борис Костеренко     | Махсут Дайрбаев   | Адилет Кабулов Райхан Мади           |
| свыше 100 кг      | Сергей Зубков        | Талгат Жиентаев   | Кажыгали Қожабеков Сайед Рустамханов |